# Fonteius
Fonteius war der Name (nomen gentile) einer plebejischen Familie im alten Rom, der gens Fonteia. Außerhalb Roms sind Angehörige der Familie vor allem in Etrurien und Tusculum belegt. Im 1. Jahrhundert v. Chr. gelangten Fonteii zu senatorischen Ämtern, am Ende der Republik erstmals zum Konsulat.

## Bekannte Familienmitglieder
- Fonteius (Legat), römischer Legat 91 v. Chr.
- Manius Fonteius, römischer Prätor wohl 74 v. Chr.
- Tiberius Fonteius, römischer Legat 212 oder 211 v. Chr.
- Gaius Fonteius Agrippa, römischer Suffektkonsul 58
- Publius Fonteius Balbus, römischer Prätor 168 v. Chr.
- Fonteius Capito, römischer Politiker und Senator, Konsul 67 n. Chr.
- Gaius Fonteius Capito (Prätor), römischer Politiker, Prätor 169 v. Chr.
- Gaius Fonteius Capito (Suffektkonsul 33 v. Chr.), römischer Politiker
- Gaius Fonteius Capito (Konsul 12), römischer Politiker und Senator
- Gaius Fonteius Capito (Konsul 59), römischer Politiker
- Titus Fonteius Capito, römischer Politiker, Prätor 178 v. Chr.
- Decimus Fonteius Frontinianus Lucius Stertinius Rufus, römischer Suffektkonsul 162